# Herly Alcázar
Herly Enrique Alcázar Vélez (Cartagena das Índias, 30 de setembro de 1976) é um ex-futebolista profissional colombiano, que atuava como atacante. Foi campeão da Copa Libertadores da América pelo Once Caldas em 2004.

## Carreira
Herly Alcázar se profissionalizou no Millonarios em 1995. Depois de passagens por alguns clubes do futebol colombiano, chegou ao plantel do Once Caldas como reforço para a disputa da Copa Libertadores da América em 2004.

### Once Caldas
Jogando pelo Blanco de Manizales, Alcázar conquistou o título da Copa Libertadores de 2004, após derrotar o atual campeão Boca Juniors na decisão. O atacante é reconhecido por um gol importante na campanha, o que abriu o placar no jogo de volta das semifinais contra o São Paulo.
No Mundial de Clubes, em dezembro daquele ano, o Once Caldas enfrentou o Porto, campeão da Liga dos Campeões. O título foi decidido nos pênaltis e, apesar de ter convertido sua cobrança, Alcázar viu o time português sair campeão.

#### El Rompe Copa
Durante a celebração do título inédito da Copa Libertadores da América conquistado pelo Once, Alcázar recebeu a taça e, depois de beijá-la, sacudiu-a com tanta força que ela acabou se despedaçando. A festa no Estádio Palogrande seguiu com a taça quebrada, episódio que rendeu ao jogador o apelido de El Rompe Copa (o "Quebra-Taças", em português).

## Seleção
Herly Alcázar integrou a Seleção Colombiana de Futebol na Copa das Confederações de 2003.